# 斯俄乡
斯俄乡，是中华人民共和国四川省甘孜藏族自治州甘孜县曾经下辖的一个乡。2020年6月17日，撤销斯俄乡，将其所属行政区域划归甘孜镇管辖。

## 行政区划
斯俄乡撤销前下辖以下地区：
斯俄村、贡曲村、日安村、霍古都村、也伦村、也哈村、也伦达村、吉绒达村和翻身队村。